# Street Fighter EX3
Street Fighter EX3 (ストリートファイターEX3?) är det tredje spelet i Street Fighter EX-serien, och utvecklades av Arika och utgavs av Capcom. Spelet släpptes år 2000 till Playstation 2 i Japan och Nordamerika i samband med konsolsläppet, och spelet hittade till Europa 2001.

## Figurer
| Spelbara - Ace - Guile - Vega (Balrog in Japan) - Ryu - Ken - Chun-Li - Zangief - Dhalsim - Blanka - Sakura - Doctrine Dark - Hokuto - Nanase - Cracker Jack - Skullomania - Sharon | Upplåsbara - Bison (Vega in Japan) - Sagat - Garuda - Shadow Geist - Kairi - Vulcano Rosso - Area - Pullum Purna - Darun Mister Dolda - Evil Ryu (Satsui no Hadō ni Mezameta Ryu i Japan) - Bison II (Vega II i Japan) Datorkontrollerade - Shin-Bison (Vega i Japan, spelbar benom fusk) |

### Fotnoter
1. ↑  Street Fighter EX3 Info - Street Fighter EX3 Information - Street Fighter EX3 Release Date Arkiverad 19 oktober 2007 hämtat från the Wayback Machine.